# Le monde est merveilleux
Pour plus de détails, voir Fiche technique et Distribution.
Le monde est merveilleux (It's a Wonderful World) est un film américain en noir et blanc de W. S. Van Dyke, sorti en 1939.

## Synopsis
Le détective privé Guy Johnson est chargé d'observer le millionnaire nouvellement marié Willie Heyward. Un jour, il trouve le millionnaire ivre avec une arme à feu à côté du cadavre de son ex-petite amie, Dolores Gonzales. Guy croit fermement que Willie a été piégé. Le millionnaire est arrêté et Guy est soupçonné de complicité.
Sur le chemin de la prison, Guy saute du train en marche dans une rivière, emmenant avec lui le policier menotté à lui. Il assomme l'agent et se libère des menottes. La poétesse Edwina Corday est témoin de la scène. Guy n'a d'autre choix que de la kidnapper pour l'empêcher de donner l'alerte. Apprenant la vérité, Edwina va aider Guy à retrouver le véritable assassin.

## Fiche technique
- Titre : Le monde est merveilleux
- Titre original : It's a Wonderful World
- Réalisation : W. S. Van Dyke
- Scénario : Ben Hecht, d'après une histoire de Ben Hecht et Herman J. Mankiewicz
- Musique : Edward Ward
- Direction artistique : Cedric Gibbons
- Décorateur de plateau : Edwin B. Willis
- Costumes : Adrian
- Photographie : Oliver T. Marsh
- Montage : Harold F. Kress
- Production : Frank Davis
- Société de production et de distribution: Metro-Goldwyn-Mayer (MGM)
- Pays de production :  États-Unis
- Langue originale : anglais américain
- Format : noir et blanc — 35 mm — 1,37:1 — son : mono (Western Electric Sound System)
- Genre : Comédie policière
- Durée : 86 minutes
- Dates de sortie :
  - États-Unis : 19 mai 1939
  - France : 20 décembre 1939

## Distribution
- Claudette Colbert : Edwina Corday
- James Stewart : Guy Johnson
- Guy Kibbee : Fred 'Cap' Streeter

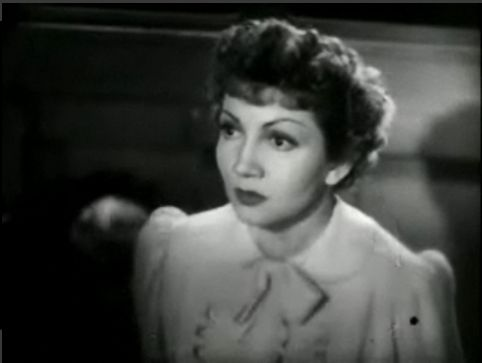
Claudette Colbert

- Nat Pendleton : le sergent Fred Koretz
- Frances Drake : Vivian Tarbel
- Edgar Kennedy : lieutenant Miller
- Ernest Truex : Willie Heyward
- Richard Carle : le major I. E. Willoughby
- Cecilia Callejo : Dolores Gonzales
- Sidney Blackmer : Al Mallon
- Andy Clyde : 'Gimpy' Wilson
- Cliff Clark : Capitaine Haggerty
- Cecil Cunningham : Mme J. L. Chambers
- Grady Sutton : Lupton Peabody
- George Meeker : Ned Brown (non crédité)